# Thondamuthur
Thondamuthur är en ort i Indien.   Den ligger i distriktet Coimbatore och delstaten Tamil Nadu, i den södra delen av landet, 2 000 km söder om huvudstaden New Delhi. Thondamuthur ligger 450 meter över havet och antalet invånare är 8 386.
Terrängen runt Thondamuthur är varierad. Runt Thondamuthur är det mycket tätbefolkat, med 1 754 invånare per kvadratkilometer. Närmaste större samhälle är Coimbatore, 13,6 km öster om Thondamuthur. Trakten runt Thondamuthur består till största delen av jordbruksmark.